# Lisewo (powiat człuchowski)
Lisewo (kaszub. Lëséwò lub Człëchòwsczé Lëséwò) – wieś kaszubska – w Polsce położona w województwie pomorskim, w powiecie człuchowskim, w gminie Przechlewo.
W latach 1975–1998 miejscowość należała administracyjnie do województwa słupskiego.
Wieś stanowi sołectwo gminy Przechlewo.

## Historia
Lisewo niemiecka nazwa  „Lissau”, opisano w wieku XIX jako wieś i dobra w powiecie człuchowskim. Wieś, jak podaje nota, była położona  w okolicy lesistej, nad Brdą, około  3/4 mili od bitego traktu człuchowsko-białoborskiego. Wieś posiadała 3022 mórg obszaru, budynków 36 w tym domów 14, 150 mieszkańców w większości ewangelików. Parafia i poczta była w Przechlewie, szkoła w Szczytnie. 